# Episodi di Nina (quinta stagione)
La quinta stagione della serie televisiva Nina è composta da 12 episodi. è stata trasmessa in anteprima in Francia da France 2  dal 6 novembre all'11 dicembre 2019.
| nº | Titolo originale        | Titolo italiano | Prima TV Francia | Prima TV Italia |
| -- | ----------------------- | --------------- | ---------------- | --------------- |
| 1  | Chaos                   |                 | 6 novembre 2019  |                 |
| 2  | Derrière les Apparences |                 | 6 novembre 2019  |                 |
| 3  | Mère et Fille           |                 | 13 novembre 2019 |                 |
| 4  | La Vie Après            |                 | 13 novembre 2019 |                 |
| 5  | À Contre-Courant        |                 | 20 novembre 2019 |                 |
| 6  | Miroir Mon Beau Miroir  |                 | 20 novembre 2019 |                 |
| 7  | Surhommes               |                 | 27 novembre 2019 |                 |
| 8  | L'Éternel Retour        |                 | 27 novembre 2019 |                 |
| 9  | Contretemps             |                 | 4 dicembre 2019  |                 |
| 10 | En Mal d'Enfant         |                 | 4 dicembre 2019  |                 |
| 11 | Le Don de la Vie        |                 | 11 dicembre 2019 |                 |
| 12 | Otages                  |                 | 11 dicembre 2019 |                 |